# العلاقات الإسبانية الكوبية
العلاقات الإسبانية الكوبية هي العلاقات الثنائية التي تجمع بين إسبانيا وكوبا.

## مقارنة بين البلدين
هذه مقارنة عامة ومرجعية للدولتين:
| وجه المقارنة                                              | إسبانيا                                                                             | كوبا                              |
| --------------------------------------------------------- | ----------------------------------------------------------------------------------- | --------------------------------- |
| المساحة (كم2)                                             | 505.99 ألف                                                                          | 109.88 ألف                        |
| عدد السكان (نسمة)                                         | 46.73 مليون                                                                         | 11.48 مليون                       |
| الكثافة السكانية (ن./كم²)                                 | 92.35                                                                               | 104.48                            |
| العاصمة                                                   | مدريد                                                                               | هافانا                            |
| اللغة الرسمية                                             | اللغة الإسبانية، اللغة الغاليسية، لغة بشكنشية، اللغة الكتالونية، اللغة الأوكسيتانية | اللغة الإسبانية                   |
| العملة                                                    | يورو، بيزيتا إسبانية                                                                | بيزو كوبي، بيزو كوبي قابل للتحويل |
| الناتج المحلي الإجمالي (بليون دولار)                      | 1.31 تريليون                                                                        | 87.13 مليار                       |
| الناتج المحلي الإجمالي (تعادل القوة الشرائية) بليون دولار | 1.77 تريليون                                                                        |                                   |
| الناتج المحلي الإجمالي الاسمي للفرد دولار أمريكي          | 28.16 ألف                                                                           |                                   |
| الناتج المحلي الإجمالي للفرد دولار أمريكي                 | 38.00 ألف                                                                           |                                   |
| مؤشر التنمية البشرية                                      | 0.876                                                                               | 0.769                             |
| رمز المكالمات الدولي                                      | +34                                                                                 | +53                               |
| رمز الإنترنت                                              | .es                                                                                 | .cu                               |
| المنطقة الزمنية                                           | ت ع م+01:00، ت ع م+02:00                                                            | 00                                |

## مدن متوأمة
في ما يلي قائمة باتفاقيات التوأمة بين مدن إسبانية وكوبية:
- ترتبط كوسلادا مع سان خوسيه دي لاس لاخاس [الإنجليزية]‏ باتفاقية توأمة منذ 2005.
- ترتبط ليغانيس مع Arroyo Naranjo [الإنجليزية]‏ باتفاقية توأمة.
- ترتبط إشبيلية مع هافانا باتفاقية توأمة.
- ترتبط إستجة مع Cerro, Havana [الإنجليزية]‏ باتفاقية توأمة.
- ترتبط كورنيلا دي يوبريغات مع Mariel, Cuba [الإنجليزية]‏ باتفاقية توأمة.
- ترتبط بينالمادينا مع Nuevitas [الإنجليزية]‏ باتفاقية توأمة.
- ترتبط سانتا كروث دي تينيريفه مع Santa Cruz del Norte [الإنجليزية]‏ باتفاقية توأمة.
- ترتبط طليطلة مع هافانا باتفاقية توأمة منذ 1978.
- ترتبط كاسبي مع Regla [الإنجليزية]‏ باتفاقية توأمة.
- ترتبط سان ميغيل دي أبونا مع  باتفاقية توأمة.
- ترتبط قادس مع هافانا باتفاقية توأمة منذ 1986.
- ترتبط توريلافيجا مع هافانا القديمة باتفاقية توأمة.
- ترتبط ريوس مع Boyeros [الإنجليزية]‏ باتفاقية توأمة.
- ترتبط بايونا مع هولغوين باتفاقية توأمة.
- ترتبط أليكانتي مع ماتانزاس باتفاقية توأمة منذ 1 ديسمبر 1995.
- ترتبط مدريد مع هافانا باتفاقية توأمة منذ 19 يناير 1982.[16][16][16][16]
- ترتبط نوفيلدا مع كاماغواي باتفاقية توأمة.
- ترتبط إلدا مع سان لويس باتفاقية توأمة.
- ترتبط أوفييدو مع سانتا كلارا باتفاقية توأمة منذ 14 يونيو 2004.[17][17][17][17]
- ترتبط برشلونة مع هافانا باتفاقية توأمة منذ 1984.
- ترتبط لوس بالاسيوس ذ فيلافرانكا مع Los Palacios [الإنجليزية]‏ باتفاقية توأمة منذ 14 مارس 2002.[18][18][18][18]
- ترتبط سانتا كولوما دي جرامانيت مع Habana del Este [الإنجليزية]‏ باتفاقية توأمة.
- ترتبط Viveiro [الإنجليزية]‏ مع هافانا القديمة باتفاقية توأمة.
- ترتبط ليون مع ماتانزاس باتفاقية توأمة منذ 18 نوفمبر 2010.[19][20]
- ترتبط قرطبة مع هافانا القديمة باتفاقية توأمة منذ 1989.
- ترتبط Barañain [الإنجليزية]‏ مع كايميتو باتفاقية توأمة.
- ترتبط البسيط مع La Lisa [الإنجليزية]‏ باتفاقية توأمة منذ 1996.
- ترتبط إل بارت دي يوبريغات مع Gibara [الإنجليزية]‏ باتفاقية توأمة.
- ترتبط سان فايسينت دي ديلس هورتس مع بانيس باتفاقية توأمة.
- ترتبط سان كريستوبال دي لا لاغونا مع هافانا القديمة باتفاقية توأمة.
- ترتبط غيرونا مع نويفا جيرونا باتفاقية توأمة.
- ترتبط ألكوركون مع Mayarí [الإنجليزية]‏ باتفاقية توأمة.
- ترتبط خيخون مع هافانا باتفاقية توأمة.
- ترتبط كاستيلديفيلس مع هافانا القديمة باتفاقية توأمة.
- ترتبط سانتياغو دي كومبوستيلا مع سانتياغو دي كوبا باتفاقية توأمة.

## منظمات دولية مشتركة
يشترك البلدان في عضوية مجموعة من المنظمات الدولية، منها:
| علم المنظمة | اسم المنظمة                   | تاريخ انضمام إسبانيا | تاريخ انضمام كوبا |
| ----------- | ----------------------------- | -------------------- | ----------------- |
|             | يونسكو                        | 30 يناير 1953        | 29 أغسطس 1947     |
|             | منظمة حظر الأسلحة الكيميائية  | ?                    | ?                 |
|             | منظمة التجارة العالمية        | ?                    | ?                 |
|             | الاتحاد البريدي العالمي       | ?                    | ?                 |
|             | منظمة الشرطة الجنائية الدولية | ?                    | ?                 |
|             | الأمم المتحدة                 | 14 ديسمبر 1955       | 24 أكتوبر 1945    |
|             | الاتحاد الدولي للاتصالات      | 1866                 | 16 يناير 1918     |
|             | المنظمة الهيدروغرافية الدولية | ?                    | ?                 |

## معرض صور

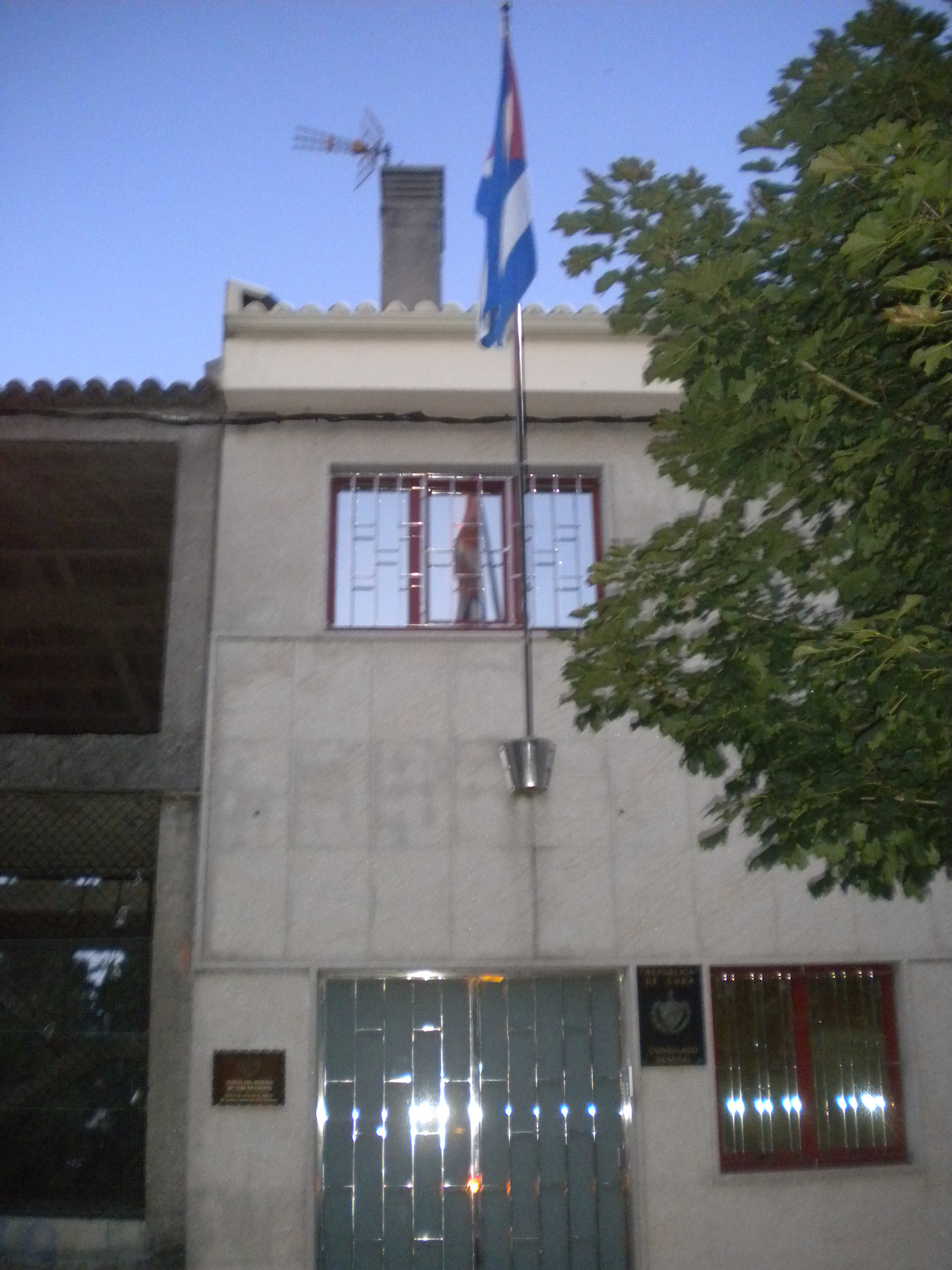
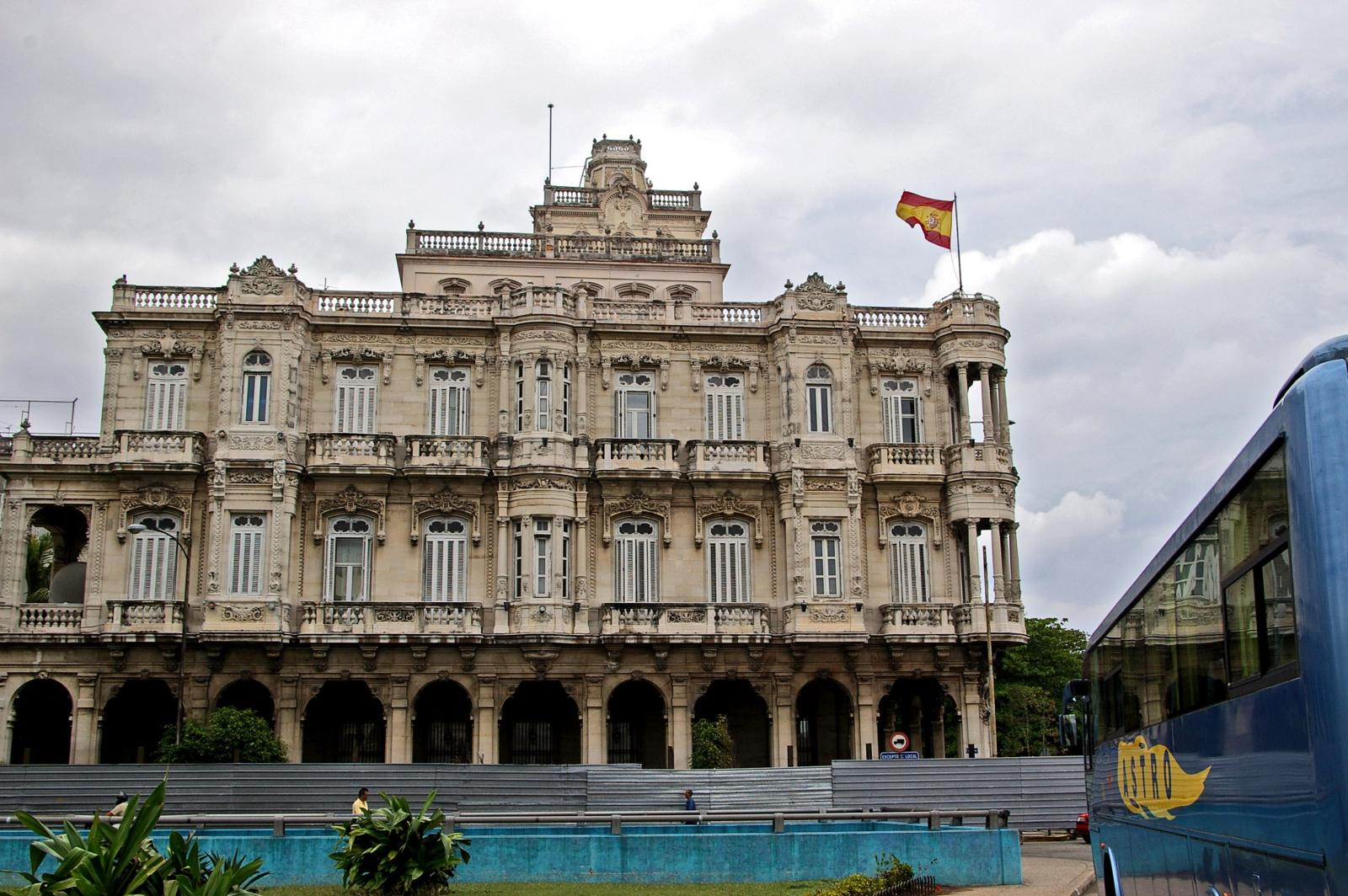
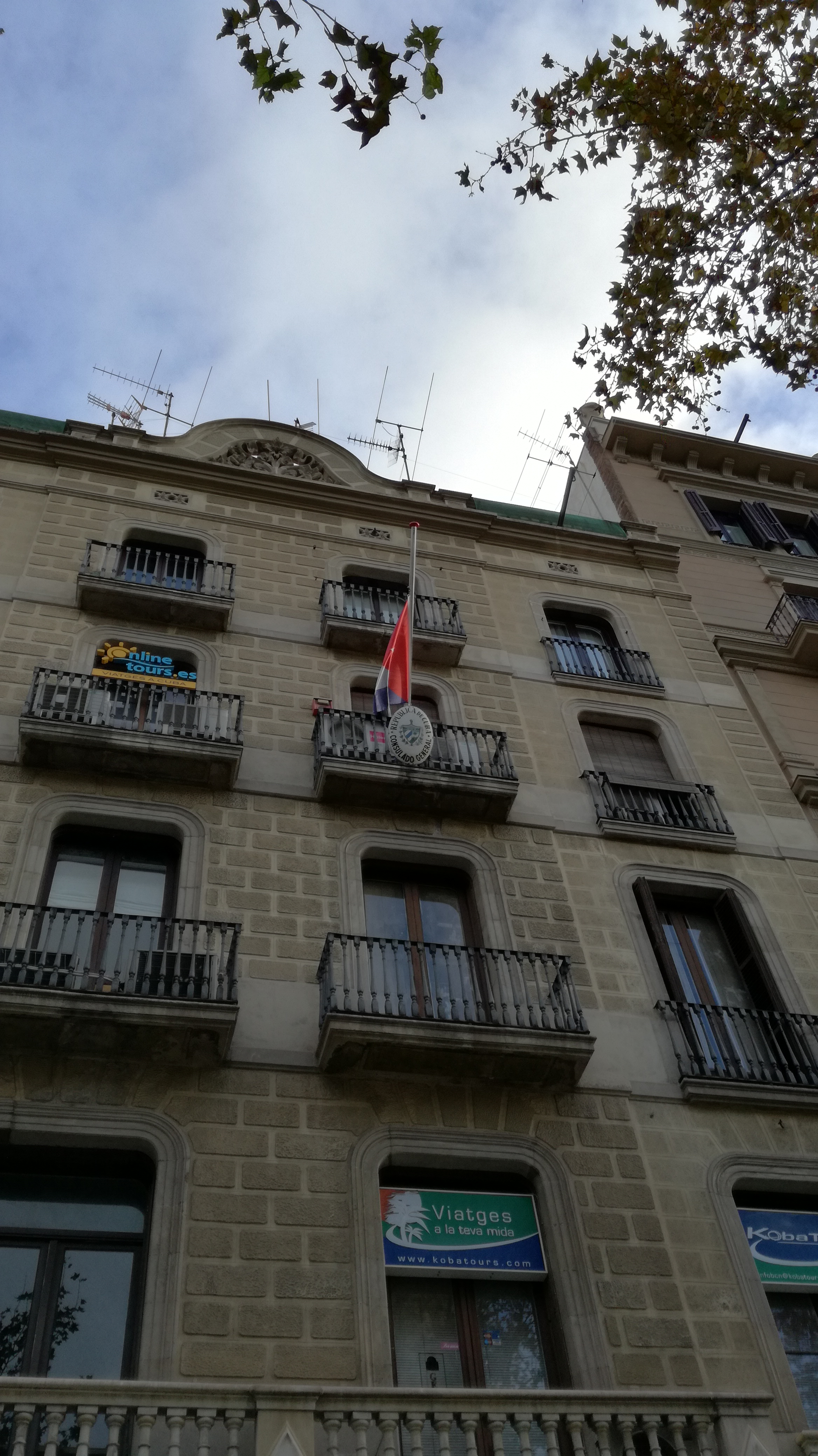

## وصلات خارجية
- موقع وزارة الخارجية الإسبانية
- موقع وزارة الخارجية الكوبية